# (21107) 1992 PZ4
(21107) 1992 PZ4 est un astéroïde de la ceinture principale d'astéroïdes découvert en 1992.

## Description
(21107) 1992 PZ4 a été découvert le 4 août 1992 à l'observatoire Palomar, situé au nord de San Diego en Californie, par Henry E. Holt.

### Caractéristiques orbitales
L'orbite de cet astéroïde est caractérisée par un demi-grand axe de 2,61 UA, un périhélie de 2,11 UA, une excentricité de 0,19 et une inclinaison de 13,45° par rapport à l'écliptique. Du fait de ces caractéristiques, à savoir un demi-grand axe compris entre 2 et 3,2 UA et un périhélie supérieur à 1,666 UA, il est classé, selon la JPL Small-Body Database, comme objet de la ceinture principale d'astéroïdes.

### Caractéristiques physiques
(21107) 1992 PZ4 a une magnitude absolue (H) de 13,0 et un albédo estimé à 0,062.